# Anti World Tour
L'Anti World Tour è stato il sesto tour musicale della cantautrice barbadiana Rihanna, a supporto del suo ottavo album in studio Anti (2016).
Questo tour ha compreso il Nord America, determinando la più longeva tournée nordamericana della cantante, l'Europa e, grazie al Gran Premio di Abu Dhabi, l'Asia. Il tour ha toccato anche l'Italia con due concerti: il primo a Torino, l'11 luglio 2016 al Pala Alpitour ed il secondo a Milano, il 13 luglio 2016 allo Stadio Giuseppe Meazza. Gli eventi segnano il ritorno della cantante in Italia dopo cinque anni dall'ultima volta, quando vi si esibì durante il The Loud Tour.

## Antefatti
Nel novembre 2015 venne ufficializzato che Rihanna aveva siglato un accordo di 25 milioni di dollari con l'azienda Samsung nel quale la cantante si impegnava a pubblicizzare i prodotti del noto marchio sudcoreano e in cambio quest'ultimo si occupava di sponsorizzare l'imminente album Anti e il suo tour di supporto.
Il 23 novembre 2015 sono state annunciate, attraverso i social media della pop star barbadiana, le prime date nordamericane ed europee del tour. I biglietti sono stati resi disponibili per la pre-vendita dal 30 novembre, solo per i titolari di una carta American Express, e per la vendita pubblica dal 3 dicembre.
Il tour sarebbe dovuto partire il 26 febbraio 2016 a San Diego. A causa di alcuni ritardi nella produzione le prime otto date del tour sono state rinviate al maggio del 2016, facendo così partire il tour da Jacksonville il 12 marzo.

## Scaletta
Questa scaletta rappresenta quella del concerto del 12 marzo 2016, a Jacksonville. Non è la scaletta rappresentativa per tutti gli spettacoli del tour.
1. Stay
2. Love the Way You Lie (Part II)
3. Woo
4. Sex with Me
5. Birthday Cake / Pour It Up / Numb
6. Bitch Better Have My Money
7. Pose
8. Goodnight Gotham (interlude)
9. Consideration
10. Live Your Life / All of the Lights / Run This Town
11. Umbrella
12. Desperado
13. Man Down (remix)
14. Rude Boy
15. Work
16. Take Care / We Found Love / How Deep Is Your Love
17. Where Have You Been
18. Talk That Talk (interlude)
19. Needed Me
20. Same Ol' Mistakes
21. Diamonds
22. FourFiveSeconds
23. Love on the Brain
24. Kiss It Better

### Variazioni
- Durante i concerti di Miami, il 15 marzo 2016, di Toronto, il 14 aprile 2016, di Inglewood, il 4 maggio 2016, e di Manchester, il 29 maggio 2016, la cantante ha eseguito Work con Drake[9][10][11][12].
- Durante il concerto di Milano, il 13 luglio 2016, la cantante non ha eseguito FourFiveSeconds e Kiss It Better[13].

## Artisti d'apertura
La seguente lista rappresenta il numero correlato agli artisti d'apertura nella tabella delle date del tour.
- Travis Scott = 1
- Big Sean = 2
- Mustard = 3
- Bibi Bourelly = 4
- Mo Beatz = 5
- Alan Walker = 6
- R3hab = 7
- Delia = 8

## Date
| Data              | Città                | Stato               | Luogo                      | Artisti d'apertura | Biglietti (venduti / disponibili) | Incasso      |
| Nord America      | Nord America         | Nord America        | Nord America               | Nord America       | Nord America                      | Nord America |
| ----------------- | -------------------- | ------------------- | -------------------------- | ------------------ | --------------------------------- | ------------ |
| 12 marzo 2016     | Jacksonville         | Stati Uniti         | Veterans Memorial Arena    | 1                  | 9.916 / 11.253                    | $780.516     |
| 13 marzo 2016     | Tampa                | Stati Uniti         | Amalie Arena               | 1                  | 10.079 / 12.905                   | $773.994     |
| 15 marzo 2016     | Miami                | Stati Uniti         | American Airlines Arena    | 1                  | 11.792 / 12.301                   | $1.196.069   |
| 18 marzo 2016     | Nashville            | Stati Uniti         | Bridgestone Arena          | 1                  | 14.254 / 15.287                   | $990.047     |
| 19 marzo 2016     | Cincinnati           | Stati Uniti         | U.S. Bank Arena            | 1                  | 10.773 / 11.089                   | $890.872     |
| 20 marzo 2016     | Charlotte            | Stati Uniti         | Time Warner Cable Arena    | 1                  | 12.411 / 14.174                   | $848.212     |
| 22 marzo 2016     | Washington, D.C.     | Stati Uniti         | Verizon Center             | 1                  | 12.713 / 13.287                   | $1.239.808   |
| 23 marzo 2016     | Buffalo              | Stati Uniti         | First Niagara Center       | 1                  | 10.388 / 13.215                   | $783.393     |
| 24 marzo 2016     | Auburn Hills         | Stati Uniti         | The Palace of Auburn Hills | 1                  | 10.748 / 12.482                   | $944.183     |
| 26 marzo 2016     | Hartford             | Stati Uniti         | XL Center                  | 1                  | 9.962 / 11.104                    | $753.354     |
| 27 marzo 2016     | New York             | Stati Uniti         | Barclays Center            | 1                  | 26.100 / 28.010                   | $2.906.512   |
| 30 marzo 2016     | New York             | Stati Uniti         | Barclays Center            | 1                  | 26.100 / 28.010                   | $2.906.512   |
| 2 aprile 2016     | Newark               | Stati Uniti         | Prudential Center          | 1                  | 12.992 / 12.992                   | $1.471.474   |
| 3 aprile 2016     | Filadelfia           | Stati Uniti         | Wells Fargo Center         | 1                  | 12.934 / 13.361                   | $1.152.596   |
| 5 aprile 2016     | Québec               | Canada              | Videotron Centre           | 1                  | N.D.                              | N.D.         |
| 6 aprile 2016     | Montréal             | Canada              | Centre Bell                | 1                  | 20.737 / 22.296                   | $1.432.620   |
| 7 aprile 2016     | Montréal             | Canada              | Centre Bell                | 1                  | 20.737 / 22.296                   | $1.432.620   |
| 9 aprile 2016     | Baltimora            | Stati Uniti         | Royal Farms Arena          | 1                  | 11.356 / 11.356                   | $938.768     |
| 10 aprile 2016    | Boston               | Stati Uniti         | TD Garden                  | 1                  | 12.295 / 12.589                   | $1.180.615   |
| 13 aprile 2016    | Toronto              | Canada              | Air Canada Centre          | 1                  | 26.287 / 26.287                   | $2.120.090   |
| 14 aprile 2016    | Toronto              | Canada              | Air Canada Centre          | 1                  | 26.287 / 26.287                   | $2.120.090   |
| 15 aprile 2016    | Chicago              | Stati Uniti         | United Center              | 1                  | 13.515 / 19.625                   | $1.330.995   |
| 18 aprile 2016    | Winnipeg             | Canada              | MTS Centre                 | 1                  | N.D.                              | N.D.         |
| 20 aprile 2016    | Edmonton             | Canada              | Northlands Coliseum        | 1                  | 10.200 / 10.835                   | $730.774     |
| 21 aprile 2016    | Calgary              | Canada              | Scotiabank Saddledome      | 1                  | N.D.                              | N.D.         |
| 23 aprile 2016    | Vancouver            | Canada              | Rogers Arena               | 1                  | 14.220 / 14.220                   | $1.080.064   |
| 24 aprile 2016    | Seattle              | Stati Uniti         | KeyArena                   | 1                  | 9.641 / 10.620                    | $900.660     |
| 27 aprile 2016    | Salt Lake City       | Stati Uniti         | Vivint Smart Home Arena    | 1                  | N.D.                              | N.D.         |
| 29 aprile 2016    | Las Vegas            | Stati Uniti         | Mandalay Bay Events Center | 1                  | 16.220 / 16.419                   | $1.673.817   |
| 30 aprile 2016    | Las Vegas            | Stati Uniti         | Mandalay Bay Events Center | 1                  | 16.220 / 16.419                   | $1.673.817   |
| 1º maggio 2016    | Phoenix              | Stati Uniti         | Talking Stick Resort Arena | 1                  | 9.503 / 11.692                    | $833.279     |
| 3 maggio 2016     | Inglewood            | Stati Uniti         | The Forum                  | 1                  | 25.111 / 25.111                   | $2.488.465   |
| 4 maggio 2016     | Inglewood            | Stati Uniti         | The Forum                  | 1                  | 25.111 / 25.111                   | $2.488.465   |
| 6 maggio 2016     | San Jose             | Stati Uniti         | SAP Center                 | 1                  | 10.285 / 11.392                   | $1.050.724   |
| 7 maggio 2016     | Oakland              | Stati Uniti         | Oracle Arena               | 1                  | 10.494 / 11.859                   | $1.087.119   |
| 9 maggio 2016     | San Diego            | Stati Uniti         | Viejas Arena               | 1                  | 8.461 / 10.304                    | $812.817     |
| 13 maggio 2016    | Dallas               | Stati Uniti         | American Airlines Center   | 1                  | 13.257 / 13.257                   | $1.134.952   |
| 14 maggio 2016    | Austin               | Stati Uniti         | Frank Erwin Center         | 1                  | 10.422 / 10.422                   | $917.707     |
| 15 maggio 2016    | Houston              | Stati Uniti         | Toyota Center              | 1                  | 10.427 / 11.105                   | $1.136.742   |
| 17 maggio 2016    | New Orleans          | Stati Uniti         | Smoothie King Center       | 1                  | 10.247 / 12.088                   | $829.499     |
| 18 maggio 2016    | Atlanta              | Stati Uniti         | Philips Arena              | 1                  | 14.397 / 14.397                   | $1.249.535   |
| Europa            |                      |                     |                            |                    |                                   |              |
| 17 giugno 2016    | Amsterdam            | Paesi Bassi         | Amsterdam ArenA            | 2 ; 3              | 50.513 / 50.932                   | $3.525.469   |
| 21 giugno 2016    | Dublino              | Irlanda             | Aviva Stadium              | 2 ; 3              | 29.017 / 30.000                   | $2.718.888   |
| 24 giugno 2016    | Londra               | Regno Unito         | Stadio di Wembley          | 2 ; 3              | N.D.                              | N.D.         |
| 25 giugno 2016    | Coventry             | Regno Unito         | Ricoh Arena                | 2 ; 3              | N.D.                              | N.D.         |
| 27 giugno 2016    | Glasgow              | Regno Unito         | Hampden Park               | N.D.               | 22.496 / 23.058                   | $1.874.229   |
| 29 giugno 2016    | Manchester           | Regno Unito         | Emirates Old Trafford      | N.D.               | N.D.                              | N.D.         |
| 2 luglio 2016     | Bærum                | Norvegia            | Telenor Arena              | N.D.               | N.D.                              | N.D.         |
| 4 luglio 2016     | Stoccolma            | Svezia              | Tele2 Arena                | N.D.               | 34.956 / 35.987                   | $2.543.042   |
| 7 luglio 2016     | Copenaghen           | Danimarca           | Refshaleøen                | N.D.               | N.D.                              | N.D.         |
| 9 luglio 2016     | Amburgo              | Germania            | Volksparkstadion           | 2 ; 3 ; 4          | N.D.                              | N.D.         |
| 11 luglio 2016    | Torino               | Italia              | Pala Alpitour              | N.D.               | 12.192 / 12.192                   | $1.105.280   |
| 13 luglio 2016    | Milano               | Italia              | Stadio Giuseppe Meazza     | N.D.               | 56.518 / 56.518                   | $4.589.262   |
| 17 luglio 2016    | Francoforte sul Meno | Germania            | Commerzbank-Arena          | N.D.               | N.D.                              | N.D.         |
| 19 luglio 2016    | Lione                | Francia             | Parc Olympique Lyonnais    | 2 ; 3              | N.D.                              | N.D.         |
| 21 luglio 2016    | Barcellona           | Spagna              | Palau Sant Jordi           | 2 ; 3              | 17.507 / 17.507                   | $1.490.245   |
| 23 luglio 2016    | Lilla                | Francia             | Stadio Pierre Mauroy       | 2 ; 3              | N.D.                              | N.D.         |
| 26 luglio 2016    | Praga                | Rep. Ceca           | O2 Arena                   | 2 ; 3              | N.D.                              | N.D.         |
| 28 luglio 2016    | Colonia              | Germania            | RheinEnergieStadion        | 2 ; 3 ; 4          | N.D.                              | N.D.         |
| 30 luglio 2016    | Saint-Denis          | Francia             | Stade de France            | 2 ; 3              | N.D.                              | N.D.         |
| 2 agosto 2016     | Malmö                | Svezia              | Malmö Arena                | 2 ; 3              | N.D.                              | N.D.         |
| 3 agosto 2016     | Skanderborg          | Danimarca           | Festival Grounds           | –                  | –                                 | –            |
| 5 agosto 2016     | Varsavia             | Polonia             | PGE Narodowy               | 2 ; 5              | N.D.                              | N.D.         |
| 7 agosto 2016     | Monaco di Baviera    | Germania            | Stadio Olimpico            | 2 ; 4 ; 6          | N.D.                              | N.D.         |
| 9 agosto 2016     | Vienna               | Austria             | Wiener Stadthalle          | 2 ; 7              | N.D.                              | N.D.         |
| 11 agosto 2016    | Budapest             | Ungheria            | Isola Hajógyári            | –                  | –                                 | –            |
| 12 agosto 2016    | Zurigo               | Svizzera            | Letzigrund                 | 2 ; 3              | N.D.                              | N.D.         |
| 14 agosto 2016    | Bucarest             | Romania             | Piazza della Costituzione  | 8                  | N.D.                              | N.D.         |
| 16 agosto 2016    | Berlino              | Germania            | Mercedes-Benz Arena        | 2 ; 4 ; 7          | 13.480 / 13.480                   | $973.632     |
| 18 agosto 2016    | Hasselt              | Belgio              | Kempische Steenweg         | –                  | –                                 | –            |
| 20 agosto 2016    | Staffordshire        | Regno Unito         | Weston Park                | –                  | –                                 | –            |
| 21 agosto 2016    | Chelmsford           | Regno Unito         | Hylands Park               | –                  | –                                 | –            |
| Nord America      |                      |                     |                            |                    |                                   |              |
| 3 settembre 2016  | Filadelfia           | Stati Uniti         | Benjamin Franklin Parkway  | –                  | –                                 | –            |
| 24 settembre 2016 | New York             | Stati Uniti         | Central Park               | –                  | –                                 | –            |
| Asia              |                      |                     |                            |                    |                                   |              |
| 27 novembre 2016  | Abu Dhabi            | Emirati Arabi Uniti | du Arena                   | –                  | –                                 | –            |
| Totale            | Totale               | Totale              | Totale                     | Totale             | 594.960 / 631.319 (94%)           | $53.323.998  |

### Cancellazioni
| Data           | Città      | Stato       | Luogo                | Causa              |
| Europa         | Europa     | Europa      | Europa               | Europa             |
| -------------- | ---------- | ----------- | -------------------- | ------------------ |
| 16 giugno 2016 | Cardiff    | Regno Unito | Principality Stadium | Problemi logistici |
| 18 giugno 2016 | Sunderland | Regno Unito | Stadium of Light     | Problemi logistici |
| 15 luglio 2016 | Nizza      | Francia     | Allianz Riviera      | Strage di Nizza    |